# فنی خان
فنی خان (به هندی: Fanney Khan) فیلمی محصول سال ۲۰۱۸ و به کارگردانی آتول مانجرکار است. در این فیلم بازیگرانی همچون آنیل کاپور، آیشواریا رای، راجکومار رائو، دیویا دوتا، پیهو ساند ایفای نقش کرده‌اند.